# Mai 1942 (guerre mondiale)
Chronologie de la Seconde Guerre mondiale
Avril 1942 - Mai 1942 -  Juin 1942
- Apparition des premiers maquis en Grèce.

- 2 mai :
  - En Birmanie, les Japonais prennent Mandalay et atteignent la frontière indienne, isolant ainsi la Chine.

- 4 mai : 
  - Début de la bataille de la Mer de corail.

- 5 au 8 mai : 
  - Bataille de Diégo-Suarez, première phase de l'opération Ironclad dont le but est de s'assurer le contrôle de Madagascar, alors sous contrôle du régime de Vichy.
  - Les Japonais pénètrent dans la province chinoise du Yunnan, en provenance de la Birmanie[1]
  - Tchang Kaï-chek attaque Nankin[1].

- 6 mai :
  - La garnison américaine de l’île de Corregidor (Philippines) dépose les armes : la guerre des Philippines se termine par l’occupation de l’archipel par le Japon.
  - Rencontre entre Heydrich, chef de la RSHA, l'office central de sécurité du Reich, et René Bousquet en vue d'accentuer la collaboration policière des deux pays[1].
  - Attaque généralisée des troupes de Tchang Kaï-chek sur un front de 650 km dans le but de reprendre sept grandes villes chinoises, dont Shanghai et Nankin, aux mains des Japonais[1].
  - Le réseau Comète, réseau belge d'évasion de prisonniers de guerre, est démantelé par la Sipo-SD[1].
  - Nomination de Louis Darquier de Pellepoix à la tête du Commissariat général aux questions juives[1].

- 8 mai :
  - Offensive allemande en Crimée (Trappenjagd) destinée à prendre la péninsule de Kertch[1].

- 9 mai :
  - À la suite de la bataille indécise de la Mer de Corail, les Japonais renoncent à envahir l'Australie.
  - Les Japonais prennent le port birman d'Akyab et se trouvent aux portes de l'Inde[1].
  - Sabotage de la grande antenne de Radio-Paris à Allouis dans le Cher par un commando britannique[1].

- 10 mai :
  - Churchill annonce officiellement que les Britanniques lanceront des gaz de combat sur le Reich si les Allemands utilisent des gaz chimiques contre les Soviétiques[1].
  - Mise en service par les Allemands du camp d'extermination de Maly Trostenets en Biélorussie occupée, où périront entre 40 et 60 000 personnes, principalement juives[1].

- 11 mai :
  - Un cargo britannique, le Nicoya, est torpillé par le U-553 allemand dans le golfe du Saint-Laurent. C'est la première fois depuis cent trente ans qu'un navire ennemi entre dans les eaux intérieures canadiennes[1].

- 12 mai :
  - Offensive surprise soviétique à Kharkov, conduite par le maréchal Timochenko.
  - Pierre Laval propose à Joachim von Ribbentrop, ministre allemand des Affaires étrangères, de la main-d'œuvre française pour travailler dans des usines allemandes[1].

- 13 mai : 
  - L'Allemagne coule un navire mexicain.
  - Approbation des chefs d'état-major britannique de l'opération Jubilee, le futur débarquement amphibie sur Dieppe[1].

- 18 mai :
  - La brigade mixte germano-roumaine "Groddeck" atteint la pointe orientale de la péninsule de Kertch[1]. L'intégralité de la Crimée est donc sous le contrôle de l'Axe.
- 19 mai :
  - Opération Hanover, 45 000 soldats allemands sont mobilisés pour éliminer les partisans le long de l'axe ferroviaire Briansk-Viazma[1] en Russie.

- 20 mai : 
  - L'Allemagne coule un deuxième navire mexicain.
  - Création de l'Ordre de la guerre patriotique, destiné à honorer les combattants soviétiques ayant accompli des faits d'armes contre les troupes de l'Axe.

- 21 mai : 
  - L'invasion allemande de Malte est reportée sine die.

- 23 mai :
  - Signature d'un pacte d'assistance entre les Etats-Unis et le Brésil, les Américains craignant que les Allemands ne prennent pied sur le continent sud-américain[1]

- 24 mai :
  - Rencontre à Londres entre le général De Gaulle et Molotov, le ministre soviétique des Affaires étrangères[1].

- 26 mai : 
  - Début de la bataille de Bir Hakeim → 11 juin.
  - Signature entre le Royaume-Uni et l'URSS d'un traité d'assistance mutuelle de 20 ans[1].
  - Rommel reprend son offensive contre les Britanniques en Libye après avoir été contraint de s'arrêter, faute de carburant[1].

- 27 mai :
  - Des résistants tchèques blessent mortellement Reinhard Heydrich, le Reichsprotektor de Bohême-Moravie, chef SS exécutant d'une main de fer les directives d'Hitler.
  - L'armée thaïlandaise, alliée des Japonais, s'empare de la ville birmane de Kengtung, où elle installe son quartier-général[1].
  - La France libre s'empare sans violence de Wallis-et-Futuna[2].
- 28 mai : l'armée américaine débarque à Wallis et y installe une base[2].

- 29 mai : 
  - Ordonnance des autorités allemandes en France qui instaurent le port obligatoire de l'étoile jaune pour les Juifs.
  - Premier bombardement nocturne de la Royal Air Force sur la banlieue parisienne, à Suresnes[1].

- 30 mai :
  - Premier test de l'oléoduc sous-marin PLUTO dans la rivière Medway[1], dans le Kent, et qui sera utilisé lors du débarquement de Normandie[1]

- 31 mai :
  - Début de l'extermination par le gaz au camp d'extermination de Sobibor[1].